# Edouard Poullet
Edouard Poullet (ur. 1 sierpnia 1929 w Brukseli) – belgijski polityk, prawnik i ekonomista, profesor, senator, w latach 1985–1988 minister w rządzie Francuskiej Wspólnoty Belgii, w latach 1989–1995 przewodniczący Parlamentu Regionu Stołecznego Brukseli.

## Życiorys
Pochodzi z rodziny o tradycjach politycznych i naukowych, wnuk Prospera Poulleta, wielokrotnego ministra i w latach 1925–1926 premiera Belgii, syn wojskowego Yves-Jeana Poulleta. Kształcił się w Sint-Jan Berchmanscollege w Brukseli, następnie ukończył studia prawnicze i ekonomiczne na Katolickim Uniwersytecie w Lowanium. Został następnie nauczycielem akademickim na tej uczelni, dochodząc do stanowiska profesora (wykładał m.in. w instytutach ekonomii i nauk społeczno-politycznych). Służył w belgijskim lotnictwie wojskowym, był następnie zatrudniony w banku Belgian Société Générale. Pomiędzy 1958 a 1964 pracował jako prywatny sekretarz przewodniczącego Wysokiej Władzy Europejskiej Wspólnoty Węgla i Stali Alberta Coppé oraz Arthura Gilsona (ministra obrony i spraw wewnętrznych). Od 1965 do 1979 sekretarz krajowego biura ds. służby cywilnej, zajmował też stanowiska kierownicze w brukselskim organie zarządzającym szpitalami oraz funduszu świadczeń emerytalno-rentowych dla weteranów.
Zaangażował się w działalność Partii Społeczno-Chrześcijańskiej. W latach 1978–1995 zasiadał w Senacie; w 1982 wybrany nadto radnym Uccle, gdzie od 1983 do 1985 był członkiem władz wykonawczych. W latach 1985–1988 pozostawał ministrem spraw społecznych, edukacji i turystyki w rządzie Francuskiej Wspólnoty Belgii kierowanym przez Philippe’a Monfils. W 1989 po utworzeniu Parlamentu Regionu Stołecznego Brukseli został jego pierwszym przewodniczącym, kończąc pełnienie funkcji senatora. Regionalną legislatywą kierował do 1995. 
W 1961 poślubił Nadine Robyns de Schneidauer (zm. 2011). W 2020 otrzymał godność wicehrabiego.